# Wilhelm Lötschert

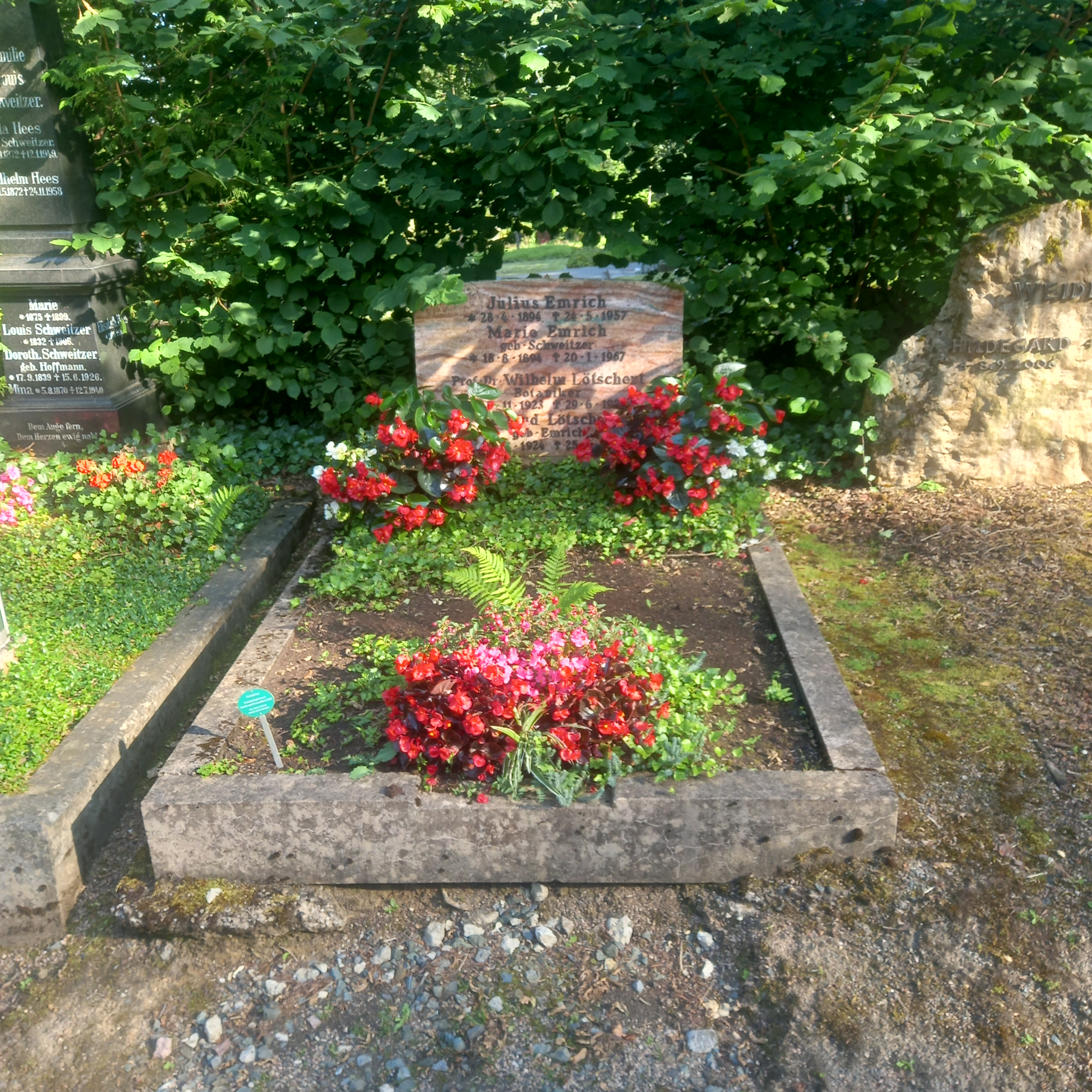
Das Grab von Wilhelm Lötschert und seiner Ehefrau Gertrud geborene Emrich auf dem Nordfriedhof (Wiesbaden)

Wilhelm Lötschert (geboren am 7. November 1923 in Hillscheid, Westerwald; verstorben 29. Juni 1984 in Frankfurt am Main) war ein deutscher Biologe. Als Professor für Botanik an der Universität Frankfurt begründete er die floristisch-soziologische und ökologische Geobotanik.

## Schriften
- Palmen: Botanik, Kultur, Nutzung. ISBN 978-3800151714.
- BLV Bestimmungsbuch – Pflanzen der Tropen. 323 Zier- und Nutzpflanzen. BLV, 1984, ISBN 3405129885.